# Élections sénatoriales de 2014 dans la Vendée
Les élections sénatoriales de 2014 dans la Vendée ont lieu le dimanche 28 septembre. Elles ont pour but d'élire les trois sénateurs représentant le département au Sénat pour un mandat de six années.
La liste conduite par Bruno Retailleau (UMP-UDI-DVD) remporte les trois sièges à pourvoir.

## Contexte départemental
La Vendée fait partie des départements appartenant, avant la réforme de l'élection des sénateurs, à la série C. La moitié de cette série, dont les sénateurs sont renouvelés pour la dernière fois en 2004, est intégrée à la nouvelle série 1 renouvelée en 2011, l'autre moitié, dont la Vendée, rejoint la série 2 renouvelable en 2014. Les sénateurs sortants effectuent donc un mandat de 9 ans, prolongé d'un an par le décalage des élections municipales et sénatoriales de 2007. 
Lors des élections sénatoriales du 26 septembre 2004 dans la Vendée, trois sénateurs ont été élus au scrutin majoritaire, tous trois issus des rangs de la droite: Philippe Darniche du Mouvement pour la France de Philippe de Villiers, Jean-Claude Merceron de l'UDI-Alliance centriste et Bruno Retailleau de l'UMP. Les deux premiers ont indiqué ne pas être candidats à un nouveau mandat. 
Depuis 2004, le collège électoral, constitué des grands électeurs que sont les sénateurs sortants, les députés, les conseillers régionaux, les conseillers généraux et les délégués des conseils municipaux, a été entièrement renouvelé. 
Le corps électoral appelé à élire les nouveaux sénateurs résulte des élections législatives de 2012 qui ont donné trois députés à la droite et deux à la gauche, les élections régionales de 2010 qui ont conforté la majorité de gauche au conseil régional des Pays de la Loire (10 sièges sur 17 dans la Vendée), les élections cantonales de 2008 et de 2011 qui ont vu l'érosion de la majorité de droite au sein du conseil général, majorité qui reste malgré tout très nette avec 25 sièges sur 31 et surtout les élections municipales de 2014 qui ont vu la gauche perdre ses principaux points d'ancrage dans le département: La Roche-sur-Yon, Fontenay-Le-Comte et Saint-Hilaire-de-Riez. Après ces élections, la gauche n'est plus majoritaire que dans cinq communes de plus de 3 000 habitants, et est totalement absente de nombreux conseils municipaux. 
Mais l'évolution la plus significative pour ce qui concerne la Vendée tient au changement de mode de scrutin, les départements élisant trois sénateurs étant dorénavant concernés par le scrutin à la proportionnelle avec listes paritaires, ce qui dans la plupart des départements concernés se traduira par le partage entre une tendance majoritaire qui obtiendra deux sièges et une minorité qui en obtiendra un. Cependant, étant donné le résultat des élections municipales, la conquête d'un siège par la gauche dans la Vendée est loin d'être acquise.

## Sénateurs sortants
| Sénateur | Sénateur             | Parti | Fonctions lors de l'élection en 2004            |
| -------- | -------------------- | ----- | ----------------------------------------------- |
|          | Jean-Claude Merceron | UDI   | Conseiller général, maire de Givrand            |
|          | Bruno Retailleau     | UMP   | Conseiller général                              |
|          | Philippe Darniche    | MPF   | Sénateur sortant, maire de Mouilleron-le-Captif |

## Collège électoral
En application des règles applicables pour les élections sénatoriales françaises, le collège électoral appelé à élire les sénateurs de la Vendée en 2014 se compose de la manière suivante :
| Délégués des communes                                                                                      |                        |                       |                       |          |                     |
| | Conseillers municipaux | Délégués / commune    | Communes concernées   | Délégués | % collège électoral |
| Délégués des communes de moins de 9 000 habitants                                                          |                        |                       |                       |          |                     |
| - communes de < 100 habitants                                                                              | 7                      | 1                     | 0                     | 0        | 0,00%               |
| - communes de < 500 habitants                                                                              | 11                     | 1                     | 31                    | 31       | 1,79%               |
| - communes de < 1500 habitants                                                                             | 15                     | 3                     | 122                   | 366      | 21,12%              |
| - communes de < 2 500 habitants                                                                            | 19                     | 5                     | 56                    | 280      | 16,16%              |
| - communes de < 3 500 habitants                                                                            | 23                     | 7                     | 32                    | 224      | 12,93%              |
| - communes de < 5 000 habitants                                                                            | 27                     | 15                    | 17                    | 255      | 14,71%              |
| - communes de < 9 000 habitants                                                                            | 29                     | 15                    | 9                     | 135      | 7,79%               |
| Délégués des communes de 9 000 à 29 999 habitants                                                          |                        |                       |                       |          |                     |
| - communes de < 10 000 habitants                                                                           | 29                     | 29                    | 1                     | 29       | 1,67%               |
| - communes de < 20 000 habitants                                                                           | 33                     | 33                    | 7                     | 231      | 13,33%              |
| - communes de < 30 000 habitants                                                                           | 35                     | 35                    | 0                     | 0        | 0,00%               |
| Délégués des communes de 30 000 habitants et plus                                                          |                        |                       |                       |          |                     |
| - La Roche-sur-Yon (52 773 hab.)                                                                           | 45                     | 73                    | 1                     | 73       | 4,21%               |
| Délégués des communes bénéficiant des dispositions particulières pour les communes fusionnées              |                        |                       |                       |          |                     |
| La Caillère-Saint-Hilaire, Saint-Vincent-sur-Graon, Mareuil-sur-Lay-Dissais, Bournezeau, Benet, Chantonnay |                        |                       | 6                     | 53       | 3,06%               |
| Délégués des communes                                                                                      | Délégués des communes  | Délégués des communes | Délégués des communes | 1677     | 96,77%              |
| Conseillers généraux                                                                                       | Conseillers généraux   | Conseillers généraux  | Conseillers généraux  | 31       | 1,79%               |
| Conseillers régionaux                                                                                      | Conseillers régionaux  | Conseillers régionaux | Conseillers régionaux | 17       | 0,98%               |
| Députés | Députés                | Députés               | Députés               | 5        | 0,29%               |
| Sénateurs                                                                                                  | Sénateurs              | Sénateurs             | Sénateurs             | 3        | 0,17%               |
| Total | Total                  | Total                 | Total                 | 1733     | 100,00%             |

1. ↑  Dans les communes de moins de 9 000 le conseil municipal élit en son sein des délégués dont le nombre dépend de la taille de la commune.
2. ↑  Dans les communes de 9 000 à 29 999 habitants, tous les conseillers municipaux sont délégués. Il n'y a pas de délégués supplémentaires
3. ↑  Dans les communes de plus de 30 000 habitants, tous les conseillers municipaux sont délégués et, en complément, le conseil municipal désigne des délégués supplémentaires à raison de 1 par tranche de 800 habitants au-delà de 30 000 habitants
4. ↑  « Dans le cas où le conseil municipal est constitué par application des articles L. 2113-6 et L. 2113-7 du code général des collectivités territoriales relatif aux fusions de communes dans leur rédaction antérieure à la loi n° 2010-1563 du 16 décembre 2010 de réforme des collectivités territoriales, le nombre de délégués est égal à celui auquel les anciennes communes auraient eu droit avant la fusion. » (Code électoral, article L284)

## Présentation des candidats
Les nouveaux représentants sont élus pour une législature de 6 ans au suffrage universel indirect par les grands électeurs du département. Dans la Vendée, les trois sénateurs sont élus au scrutin proportionnel plurinominal. Chaque liste de candidats est obligatoirement paritaire et alterne entre les hommes et les femmes. 7 listes ont été déposées dans le département, comportant chacune 5 noms. Elles sont présentées ici dans l'ordre de leur dépôt à la préfecture et comportent l'intitulé figurant aux dossiers de candidature.

### Union de la droite et du centre
| N° | Candidats | Candidats         | Parti | Principales fonctions                                      |
| -- | --------- | ----------------- | ----- | ---------------------------------------------------------- |
| 01 |           | Bruno Retailleau  | UMP   | Sénateur sortant, président du conseil général             |
| 02 |           | Annick Billon     | UDI   | Adjointe au maire du Château-d'Olonne                      |
| 03 |           | Didier Mandelli   | UMP   | Président de la CC Vie-et-Boulogne, maire du Poiré-sur-Vie |
| 04 |           | Anne-Marie Coulon | DVD   | Maire de Mouzeuil-Saint-Martin                             |
| 05 |           | Laurent Boudelier | DVD   | Maire de Saint-Hilaire-de-Riez                             |

### Front national
| N° | Candidats | Candidats              | Parti | Principales fonctions                           |
| -- | --------- | ---------------------- | ----- | ----------------------------------------------- |
| 01 |           | Brigitte Neveux        | FN    |                                                 |
| 02 |           | Jean-Patrick Fillet    | FN    |                                                 |
| 03 |           | Patricia Laroche-Andro | FN    | Conseillère municipale de Talmont-Saint-Hilaire |
| 04 |           | Jean-Michel Lestrade   | FN    |                                                 |
| 05 |           | Rachel L'Hour          | FN    |                                                 |

### Parti socialiste
| N° | Candidats | Candidats        | Parti | Principales fonctions                    |
| -- | --------- | ---------------- | ----- | ---------------------------------------- |
| 01 |           | Stéphane Ibarra  | PS    | Conseiller municipal de La Roche-sur-Yon |
| 02 |           | Cécile Dreure    | PS    | Adjointe au maire de Dompierre-sur-Yon   |
| 03 |           | Denis La Mache   | PS    | Maire de Saint-Sigismond                 |
| 04 |           | Maï Haeffelin    | PS    | Vice-présidente du conseil régional      |
| 05 |           | Anthony Pitalier | PS    | Conseiller municipal du Château-d'Olonne |

### Divers droite
| N° | Candidats | Candidats            | Parti | Principales fonctions                             |
| -- | --------- | -------------------- | ----- | ------------------------------------------------- |
| 01 |           | Armel Pécheul        | DVD   | Adjoint au maire des Sables d'Olonne              |
| 02 |           | Anne Schindler       | DVD   | Conseillère municipale de Saint-Hilaire-de-Riez   |
| 03 |           | Michaël Orieux       | DVD   | Maire de La Guyonnière                            |
| 04 |           | Danièle Bertrand     | DVD   | Conseillère municipale de Saint-Hilaire-des-Loges |
| 05 |           | Christophe Beaudouin | DVD   |                                                   |

### Europe Écologie Les Verts
| N° | Candidats | Candidats       | Parti | Principales fonctions                    |
| -- | --------- | --------------- | ----- | ---------------------------------------- |
| 01 |           | Tony Demeurant  | EELV  |                                          |
| 02 |           | Claudie Boileau | EELV  | Conseillère régionale                    |
| 03 |           | Laurent Akriche | EELV  | Conseiller municipal du Château-d'Olonne |
| 04 |           | Mado Coirier    | EELV  |                                          |
| 05 |           | Joël Blanchard  | EELV  | Conseiller municipal d'Aizenay           |

### Divers droite
| N° | Candidats | Candidats         | Parti | Principales fonctions                 |
| -- | --------- | ----------------- | ----- | ------------------------------------- |
| 01 |           | Brigitte Tesson   | DVD   | Adjointe au maire des Sables d'Olonne |
| 02 |           | Marcel Albert     | DVD   |                                       |
| 03 |           | Madeleine David   | DVD   |                                       |
| 04 |           | Marcel Tenailleau | DVD   |                                       |
| 05 |           | Nadine Boide      | DVD   |                                       |

### Parti communiste français
| N° | Candidats | Candidats        | Parti | Principales fonctions                      |
| -- | --------- | ---------------- | ----- | ------------------------------------------ |
| 01 |           | Didier Herbé     | PCF   | Maire de Montreuil                         |
| 02 |           | Anita Charrieau  | PCF   | Conseillère municipale de La Roche-sur-Yon |
| 03 |           | Olivier Lineatte | PCF   |                                            |
| 04 |           | Caroline Pottier | PCF   |                                            |
| 05 |           | Michel Laïdi     | PCF   | Conseiller municipal de Cugand             |

## Résultats
| Tête de liste | Tête de liste    | Liste       | Voix  | %      | Sièges |  |
| ------------- | ---------------- | ----------- | ----- | ------ | ------ |  |
|               | Bruno Retailleau | UMP-UDI     | 1 173 | 68,48  | 3      |  |
|               | Stéphane Ibarra  | PS          | 239   | 13,95  |        |  |
|               | Armel Pécheul    | DVD         | 136   | 7,94   |        |  |
|               | Tony Demeurant   | EELV        | 64    | 3,74   |        |  |
|               | Brigitte Tesson  | DVD         | 57    | 3,33   |        |  |
|               | Brigitte Neveux  | FN          | 22    | 1,28   |        |  |
|               | Didier Herbé     | PCF         | 22    | 1,28   |        |  |
|               |                  |             |       |        |        |  |
| Inscrits      | Inscrits         | Inscrits    | 1 733 | 100,00 |        |  |
| Abstentions   | Abstentions      | Abstentions | 8     | 0,46   |        |  |
| Votants       | Votants          | Votants     | 1 725 | 99,54  |        |  |
| Blancs        | Blancs           | Blancs      | 5     | 0,29   |        |  |
| Nuls          | Nuls             | Nuls        | 7     | 0,41   |        |  |
| Exprimés      | Exprimés         | Exprimés    | 1 713 | 99,30  |        |  |